# 真田雅則
真田 雅則（さなだ まさのり、1968年3月6日 - 2011年9月6日）は、日本の元サッカー選手・サッカー指導者。選手時代のポジションはゴールキーパー。JFA公認A級指導者ライセンス所持。静岡県清水市（現・静岡市清水区）出身。本来の表記は眞田 雅則。

## 来歴
清水商業高等学校（3年時の主将は江尻篤彦）や順天堂大学時代には全国制覇を経験。甘いマスクで当時から女性に人気があった。若い年代のカテゴリーから日本代表に選出され、1988年からは国際Cマッチ5試合に出場した。1990年に全日空に加入、1992年に地元である清水市（静岡市清水区）に新規発足したJリーグクラブの清水エスパルスに移籍し、同年のJリーグカップでは正ゴールキーパーに就く。
1993年にはサントリーシリーズではレギュラーとして出場したものの立て続けにミスを犯し、NICOSシリーズになって登録されたシジマールにポジションを奪われるが、1994年の途中からは外国人枠の関係でレギュラーに返り咲く。その後12年間でリーグ戦243試合に出場した。2004年シーズン限りで現役を引退。同年の最終節に途中出場予定だったが、結局出場することはなかった。
2005年からは指導者となり、清水エスパルスユースのGKコーチに就任。2008年シーズンからはジェフユナイテッド市原・千葉トップチームのGKコーチを務めたが、2011年には清水に復帰した。
2011年9月2日をもって体調不良により一時休養すると発表されたが、その4日後の同年9月6日、静岡市内の自宅で亡くなっているのが発見された。43歳没。同年9月7日、死因は急性心不全と発表された。

## エピソード
- 土肥洋一に破られるまで、J1の145試合「連続試合フルタイム出場」記録を保持していた。

## 所属クラブ
- 清水FC
- 清水市立清水第七中学校
- 1983年 - 1985年 清水市立商業高等学校
- 1986年 - 1989年 順天堂大学
- 1990年 - 1992年 全日空サッカークラブ
- 1992年 - 2004年 清水エスパルス

## 個人成績
| 国内大会個人成績 | 国内大会個人成績 | 国内大会個人成績 | 国内大会個人成績 | 国内大会個人成績 | 国内大会個人成績 | 国内大会個人成績 | 国内大会個人成績 | 国内大会個人成績 | 国内大会個人成績 | 国内大会個人成績 | 国内大会個人成績 |
| 年度             | クラブ           | 背番号           | リーグ           | リーグ戦         | リーグ戦         | リーグ杯         | リーグ杯         | オープン杯       | オープン杯       | 期間通算         | 期間通算         |
| 年度             | クラブ           | 背番号           | リーグ           | 出場             | 得点             | 出場             | 得点             | 出場             | 得点             | 出場             | 得点             |
| 日本             | 日本             | 日本             | 日本             | リーグ戦         | リーグ戦         | JSL杯/ナビスコ杯 | JSL杯/ナビスコ杯 | 天皇杯           | 天皇杯           | 期間通算         | 期間通算         |
| ---------------- | ---------------- | ---------------- | ---------------- | ---------------- | ---------------- | ---------------- | ---------------- | ---------------- | ---------------- | ---------------- | ---------------- |
| 1990-91          | 全日空           | 21               | JSL1部           | 20               | 0                | 4                | 0                |                  |                  |                  |                  |
| 1991-92          | 全日空           | 21               | JSL1部           | 16               | 0                | 1                | 0                |                  |                  |                  |                  |
| 1992             | 清水             | -                | J                | -                | -                | 11               | 0                |                  |                  |                  |                  |
| 1993             | 清水             | -                | J                | 19               | 0                | 1                | 0                | 0                | 0                | 20               | 0                |
| 1994             | 清水             | -                | J                | 14               | 0                | 0                | 0                | 1                | 0                | 15               | 0                |
| 1995             | 清水             | -                | J                | 34               | 0                | -                | -                | 1                | 0                | 35               | 0                |
| 1996             | 清水             | -                | J                | 30               | 0                | 16               | 0                | 3                | 0                | 49               | 0                |
| 1997             | 清水             | 1                | J                | 32               | 0                | 6                | 0                | 3                | 0                | 41               | 0                |
| 1998             | 清水             | 1                | J                | 34               | 0                | 5                | 0                | 5                | 0                | 44               | 0                |
| 1999             | 清水             | 1                | J1               | 30               | 0                | 4                | 0                | 3                | 0                | 37               | 0                |
| 2000             | 清水             | 1                | J1               | 29               | 0                | 5                | 0                | 5                | 0                | 39               | 0                |
| 2001             | 清水             | 1                | J1               | 4                | 0                | 1                | 0                | 0                | 0                | 5                | 0                |
| 2002             | 清水             | 1                | J1               | 13               | 0                | 3                | 0                | 0                | 0                | 16               | 0                |
| 2003             | 清水             | 1                | J1               | 4                | 0                | 1                | 0                |                  |                  |                  |                  |
| 2004             | 清水             | 1                | J1               | 0                | 0                | 1                | 0                |                  |                  |                  |                  |
| 通算             | 日本             | 日本             | J1               | 243              | 0                | 54               | 0                |                  |                  |                  |                  |
| 通算             | 日本             | 日本             | JSL1部           | 36               | 0                | 5                | 0                |                  |                  |                  |                  |
| 総通算           | 総通算           | 総通算           | 総通算           | 279              | 0                | 59               | 0                |                  |                  |                  |                  |

その他の公式戦
- 1990年
  - コニカカップ 7試合0得点
- 1991年
  - コニカカップ 3試合0得点
- 1996年
  - サントリーカップ 1試合0得点
- 1999年
  - XEROX SUPER CUP 1試合0得点
  - Jリーグチャンピオンシップ 2試合0得点

| 国際大会個人成績 | 国際大会個人成績 | 国際大会個人成績 | 国際大会個人成績 | 国際大会個人成績 |
| 年度             | クラブ           | 背番号           | 出場             | 得点             |
| AFC              | AFC              | AFC              | ACL              | ACL              |
| ---------------- | ---------------- | ---------------- | ---------------- | ---------------- |
| 2002-03          | 清水             | 1                | 1                | 0                |
| 通算             | AFC              | AFC              | 1                | 0                |

- Jリーグ初出場：1993年5月16日 対横浜フリューゲルス戦（三ツ沢公園球技場）
- JSL（1部）初出場：1990年10月28日 対トヨタ自動車戦（トヨタ自動車東富士球技場）

## 代表歴
- ユース日本代表 (1984年、1986年)
- ユニバーシアード日本代表 (1987年)
- 日本代表 (1988年 - 1989年、国際Cマッチ5試合0得点)
  - 日本代表初出場：1988年6月26日 対MSVミュンヘン（西ドイツ）戦（ミュンヘン）

## 個人タイトル
- 1999年: Jリーグベストイレブン

## 指導歴
- 2005年 - 2007年: 清水エスパルスユース GKコーチ
- 2008年 - 2010年: ジェフユナイテッド市原・千葉 GKコーチ
- 2011年 : 清水エスパルス GKコーチ